# Cacophony
Cacophony est un groupe de heavy metal américain, originaire de San Francisco, en Californie. Il est formé en 1986 par le guitariste Marty Friedman. Très impressionné par son jeu, Marty accueille très vite Jason Becker, un jeune guitar hero âgé de 16 ans.
Ils enregistreront deux disques alliant la virtuosité des deux guitaristes au chant de Peter Marrino. Le disque Speed Metal Symphony sort en 1987, puis Go Off! en 1988. Peu après, le groupe se disperse et Jason et Marty partent de leur côté pour faire leurs propres albums solos, mais ils restent amis, ils s'invitent réciproquement à jouer des solos dans leurs albums respectifs.

## Biographie
Les deux albums publiés par Cacophony — Speed Metal Symphony (1987) et Go Off! (1988) — démontrent les shreds hautement techniques utilisés dans les années 1980 avec des chansons rapides,  des solos mélodiques, des éléments néoclassiques et de l'harmonisation. Plusieurs morceaux sont entièrement instrumentaux et démontrent le talent technique de Friedman et Becker. En 2009, un article du Guitar World classe Speed Metal Symphony neuvième dans son classement des albums shreds.
Friedman et Becker publieront leurs propres albums solo — Dragon's Kiss et Perpetual Burn, respectivement — en 1988, avant la sortie de Go Off! Friedman se joindra ensuite au groupe de thrash metal Megadeth en 1990, tandis que Becker participe au groupe solo de David Lee Roth entre 1989 et 1991.

## Membres
- Marty Friedman - guitare
- Jason Becker - guitare
- Peter Marrino - chant
- Kenny Stavropoulos - batterie
- Jimmy O'Shea - basse

## Discographie
- 1987 : Speed Metal Symphony
- 1988 : Go Off!